# الکساندرا کوتی
الکساندرا کوتی (ایتالیایی: Aleksandra Cotti؛ زادهٔ ۱۳ دسامبر ۱۹۸۸) یک بازیکن واترپلو اهل ایتالیا است.
وی در مسابقات کشوری و بین‌المللی در مجموع برندهٔ ۱ مدال طلا، ۱ مدال نقره، ۱ مدال برنز شده‌است.